# Butter
「Butter」（バター）は、韓国の男性アイドルグループ・BTS（防弾少年団）の楽曲。2021年5月21日にデジタルシングルとして発表、7月9日にはエド・シーランらの制作による新曲「Permission to Dance」を含むCD盤とデジタルアルバムをリリースした。「Dynamite」に続く2作目の英語曲である。ビルボードホット100で、4作目の1位を獲得した。新曲の「Permission to Dance」が5作目の1位となるまで、7週連続の首位を保持した。同年11月21日、「アメリカン・ミュージック・アワード2021」でフェイバリット・ポップ・ソング賞を受賞した。

## 背景
2021年4月5日、BTSが5月に韓国で新曲をリリースすることが報じられ、所属事務所のBIGHIT MUSICは、「アーティストの計画は、最終決定後に明らかにする」と声明を発表した。
4月26日、BTSはYouTubeライブストリームを通じて、バターが溶けていく1時間の映像と共に、シングルのタイトルとリリース日を発表。メンバーのコンセプトフォトとフィルム、ミュージックビデオのティーザーは、その後数週間でソーシャルメディアを通じて公開された。
5月21日、新曲「Butter」がミュージックビデオ公開と共にリリースされ、その1時間後にはグローバル記者会見が開かれた。BTSはBIGHIT MUSICの新しいメロンステーションラジオシリーズである「ビッグヒットミュージックレコード」にゲスト出演して新曲「Butter」を紹介し、ファンとの質疑応答に参加した。
5月23日、ビルボード・ミュージック・アワード2021で「Butter」のパフォーマンスが初披露された。25日には、トークショー「ザ・レイト・ショー・ウィズ・スティーヴン・コルベア」でもパフォーマンスが披露された。

## 曲と歌詞
「Butter」に関する初期の情報では、「BTSの滑らかでカリスマ的な魅力に満ちたダンスポップトラック」と報道されていた。ローリングストーン誌6月号のカバーストーリーでは、「Butter」には重たいメッセージは無い、「ブルーノ・マーズのレトロなスタイルの純粋で圧倒的なダンスポップの祭典」と説明されている。RMは同誌のインタビューで、「非常にダイナミック」で「とても夏らしい」と語った。「Dynamite」と同様に、本格的なレトロ・ディスコのパーティソングである。5月18日のビデオティーザーでは、終了直前に「Get it! Let it roll!」という歌詞を公開。韓国メディアは「Butter」の歌詞は、「甘くてロマンチックな愛を可愛らしく告白し」、「バターのように滑らかに溶け込むBTSの比類のない魅力を感じる」と報じた。

## ミュージックビデオ
「Butter」のミュージックビデオ公開に先立ち、5月18日にHYBEレーベル公式YouTubeチャンネルで23秒のビデオティーザーが配信された。ショートティーザー映像では、スーツ姿で静止して並んで立っている姿を披露した。グルーヴィーなパーカッションアンサンブルが背景で演奏されている。その後、80年代にインスパイアされたサウンドが再生され、バターが付いたシロップで覆われたパンケーキのショットでビデオティーザーは終了した。ビルボードは、ティーザーの「ファンキービート」を、クイーンの「Another One Bites the Dust（地獄へ道づれ）」を彷彿させると表現した。
5月21日に公開された「Butter」のミュージックビデオは、25日に再生回数が2億回を超え6月2日には3億回を達成。5月28日、リミックスバージョンの「Butter (Hotter Remix)」をリリースし動画を公開、6月4日には「Butter（Sweeter Remix）」「Butter （Cooler Remix）」を同時にリリースし「Butter （Cooler Remix）」の動画が公開された。8月27日、メーガン・ザ・スタリオンとのコラボレーションによるリミックスバージョン動画を公開した。

## 論争
米・ビルボードは2021年8月に発行した記事の中で、「アイドルグループのファンがチャート集計の抜け穴を"公正な手段で"利用し、米国内で『Butter』などのシングルの順位を押し上げ、楽曲が数週間に渡りHot 100のトップに立つことを支援している」「Hot 100でのシングルのチャート・パフォーマンスは、通常はストリーミングとエアプレイに依存しているが、『Butter』のそれは著しくダウンロード販売（大部分はiTunesではなく、ファンが楽曲の複数のコピーを購入できるようにしているBTSのウェブストアからのもの）によって促進されている。そして、それはファン主導のクラウドファンディングの努力（米国の販売数のみにカウントされる購入を行うために、PayPalなどのサービスで世界中のファンから集めたお金を使っていることを含む）によって行われた」と指摘した。
その後ビルボードは、2022年1月に楽曲やアルバムのダウンロード販売において、1週間1アカウントで1回のみをカウントするというルールを、さらに2023年6月30日には、アーティストの公式ウェブストアからダウンロードされた楽曲は、Hot 100にカウントしないというルールを新たに導入した。